# بی ویو، شهرستان هامبولت، کالیفرنیا
بی ویو، شهرستان هامبولت (به انگلیسی: Bayview) یک منطقهٔ مسکونی در ایالات متحده آمریکا است که در شهرستان هامبولت، کالیفرنیا واقع شده‌است. بی ویو، شهرستان هامبولت ۱٫۹۰ کیلومتر مربع مساحت و ۲۲٬۶۳۹ نفر جمعیت دارد و ۲۰ متر بالاتر از سطح دریا واقع شده‌است.